# غوستزن غوبلينس
غوستزن غوبلينس (بالإنجليزية: Ghosts 'n Goblins)‏، وتسمى في النسخة اليابانية ماكايمورا (باليابانية: 魔界村) ومعناه قرية عالم الوحش، وهي لعبة فيديو إلكترونية من نوع أكشن، أنتجت سنة 1985م على نظام آركيد ونشرها شركة كابكوم اليابانية، وتعمل عدة أنظمة التشغيل ومنها نينتندو إنترتينمنت سيستم، وبلاي ستيشن وغيره.

## مهمة اللعبة
يقوم بطل اللعبة بالدخول إلى مقابر الوحوش، وعليه أن ينقذ الأميرة من قبضة الشيطان وقتل عدداً من الوحوش البشعة لكي يبقيه على قيد الحياة وإنقاذ الأميرة.